# Соуза Гольштейн де Палмела, Педру де
Пе́дру де Со́уза Гольште́йн де Палме́ла (порт. Pedro de Sousa Holstein de Palmela; 8 мая 1781, Турин, Сардинское королевство, — 12 октября 1850, Лиссабон, Португалия) — португальский дипломат и государственный деятель, премьер-министр Португалии.

## Биография
Происходил из знатной португальской семьи де Соуза, вторую часть фамилии (Гольштейн) он унаследовал от своей бабки Марии Анны Леопольдины, принцессы Шлезвиг-Гольштейнской. Его дядя Фредерико Гильерме де Соуза был генерал-губернатором Португальской Индии. Корректный порядок имён в португальских источниках выглядит следующим образом: Sousa Holstein (D. Pedro de), duque de Palmela. Имеется ещё один нюанс: в португальском языке графема h никогда не произносится — Олштейн.
Образование получил в Женевской школе-интернате (1791-1795) и университете Коимбры. В 1802 году начал службу в дипломатическом ведомстве Португалии, в 1806 году стал послом в Риме (самым молодым в истории страны). С 1807 года в армии, воевал с оккупационными войсками Наполеона, в 1808 году принимал активное участие в мирных переговорах с французами. 11 апреля 1812 года получил титул графа Палмела и был назначен послом в Великобритании. Затем был полномочным представителем Португалии на Венском конгрессе 1814 года и на Парижском конгрессе 1815 года. После конгрессов вернулся в Лондон, а в 1817 году был назначен государственным секретарём по иностранным делам (министром иностранных дел) и уехал в Бразилию, где в то время располагался королевский двор. Отказался от должности (принял ей только после революции 1820 года и возвращения монаршего двора в Португалию в 1821 году, которому он активно способствовал).
В 1823 году получил титул маркиза Палмела. Принимал участие в подготовке конституционной реформы. После попытки государственного переворота в апреле 1824 был обвинён в крайнем либерализме и ненадолго арестован. Указом Жуана VI был помилован, пожалован титулом маркиза и вновь назначен полномочным министром (послом) Португалии в Лондоне. 15 июня 1824 года российский император Александр I наградил его орденом Святого Александра Невского.
После того как смерти императора и восшествия на престол в 1828 году Мигела I, подал в отставку с должности посла, вернулся в Португалию, где вместе с герцогом Салданья положил начало революционному движению против абсолютистов (Белфастада). После поражения движения уехал в Британию, на родине заочно был приговорён к смертной казни. Король Бразилии дон Педру, как король Португалии Педру IV, назначил его опекуном своей дочери Марии, будущей королевы Португалии и её представителем в британском суде. В 1829—1830 годах он был главой Регентского совета Португалии.
4 апреля 1833 года королевой Марией II преобразованный в титул герцога ду Файал (порт. Duque do Faial). Через два месяца герцог успешно подал прошение королеве об изменении этого титула на герцога де Палмела, которым и пользовался до конца жизни. Юридически создание титула герцога де Палмела было оформлено 18 октября 1850 года, после его смерти.
В 1833 году находился при адмирале Чарльзе Нэпире, командуя частью флота, находившемся в распоряжении дона Педру, и участвовал в сражении при мысе Сен-Винсент. После занятия Лиссабона де Соуза 24 сентября 1834 года был назначен первым премьер-министром Португалии и занимал эту должность по 4 мая 1835 года. Также на этой должности он недолго находился в 1842 и 1846 годах.
В 1835 году снова стал министром иностранных дел в правительстве герцога Салданья. После сентябрьской революции 1836 года ему вновь пришлось отправиться в ссылку, однако вскоре он был назначен специальным послом Португалии на коронации британской королевы Виктории. В 1841 году он вернулся в Португалию и стал сенатором и президентом второй палаты парламента.
После переворота 1842 года повторно назначен премьер-министром, однако через несколько дней его мандат был отозван. После крестьянского восстания 1846 года назначен премьер-министром в третий раз, однако вскоре был смещён с поста в пользу герцога Салданья, что привело к началу годичной гражданской войны.
После смерти жены в 1848 году полностью отошёл от политической деятельности. Скончался 12 декабря 1850 года в Лиссабоне.

## Потомство
- Сын Александр Домингуш Антониу Мария Бенту Раймунду де Соуза-и-Гольштейн (1812-1832), 1-й граф Калхариса
- Дочь Эуджения Мария Антония Домингуш Франсишка Жозе Колета де Соуза-и-Гольштейн (1813-1884)
- Дочь Изабель Леопольдина Зуджения Антония Домингуш Мартинью Жозе Франсишка де Соуза-и-Гольштейн (1816-1819)
- Сын Домингуш Антониу Мария Педру де Соуза-и-Гольштейн (1818-1864), 1-й маркиз Файал, 2-й граф Калхариса, 2-й герцог Палмела
- Сын Мануэль Висенте Антониу Домингуш Франсишку де Соуза-и-Гольштейн (1819-1837)
- Дочь Мария Анна да Анунсиасан Жозефа Франсишка де Ассис де Салеш Ксавье Антония Домингуш де Соуза-и-Гольштейн (1821-1844)
- Дочь Мария Жозе де Соуза-и-Гольштейн (1822-1834)
- Дочь Тереза Мария да Консейшау Антония Домингуш Жозе де Соуза-и-Гольштейн (1823-1885)
- Сын Родригу Мария Жозе да Консейшау да Роша Антониу Домингуш Франсишку де Соуза-и-Гольштейн (1824-1840), почётный маркиз Палмела
- Дочь Катарина Мария да Ассуншау Антония Франсишка Домингуш Жозефа де Соуза-и-Гольштейн (1826-1885)
- Дочь Анна Роза ду Сантиссиму Сакраменту де Соуза-и-Гольштейн (1828-1864)
- Сын Педру Мария де Соуза-и-Гольштейн (1830-1830)
- Сын Франсишку де Борха Педру Мария Антониу де Соуза-и-Гольштейн (1838-1878), почётный маркиз Палмела и 1-й маркиз Соуза-и-Гольштейн
- Сын Томаш де Соуза-и-Гольштейн (1839-1887), почётный маркиз Палмела, 1-й маркиз Сезимбра
- Сын Филипе Мария Жозе Педру Эстеван Жуан Эвангелишту Франсишку де Сальса Ксавье де Ассис де Борха де Паула де Соуза-и-Гольштейн (1841-1884), почётный маркиз Палмела, 1-й маркиз Монфалим